# Лаваи
Лаваи (англ. Lawai; гав. Lāwaʻi) — статистически обособленная местность, расположенная в округе Кауаи, штат Гавайи, США.

## География
Согласно Бюро переписи населения США статистически обособленная местность Лаваи имеет общую площадь 10,1 квадратных километров, из которых 9,8 км2 относится к суше и 0,3 км2 или 2,56 % — к водным ресурсам.

## Демография
По данным переписи населения за 2000 год в Лаваи проживало 1984 человек, насчитывалось 711 домашних хозяйств, 531 семья и 747 жилых домов. Средняя плотность населения составляла около 201,4 человек на один квадратный километр.
Расовый состав Лаваи по данным переписи распределился следующим образом: 35,4 % белых, 0,3 % — чёрных или афроамериканцев, 0,3 % — коренных американцев, 30,8 % — азиатов, 5,5 % — коренных жителей тихоокеанских островов, 26,4 % — представителей смешанных рас, 1,4 % — других народностей. Латиноамериканцы составили 11,8 % населения.
Из 711 домашних хозяйств в 32,2 % — воспитывали детей в возрасте до 18 лет, 60,6 % представляли собой совместно проживающие супружеские пары, в 9,1 % семей женщины проживали без мужей, 25,3 % не имели семьи. 18,8 % от общего числа семей на момент переписи жили самостоятельно, при этом 6,2 % составили одинокие пожилые люди в возрасте 65 лет и старше. В среднем домашнее хозяйство ведут 2,79 человек, а средний размер семьи — 3,18 человек.
Население Лаваи по возрастному диапазону (данные переписи 2000 года) распределилось следующим образом: 24,8 % — жители младше 18 лет, 7,1 % — между 18 и 24 годами, 27,7 % — от 25 до 44 лет, 27 % — от 45 до 64 лет и 13,4 % — в возрасте 65 лет и старше. Средний возраст жителей составил 39 лет. На каждые 100 женщин приходилось 105,8 мужчин, при этом на каждые сто женщин 18 лет и старше приходилось 104,2 мужчины также старше 18 лет.

## Экономика
Средний доход на одно домашнее хозяйство Лаваи составил 55 662 долларов США, а средний доход на одну семью — 60 750 долларов. При этом мужчины имели средний доход в 34 479 долларов в год против 30 761 долларов среднегодового дохода у женщин. Доход на душу населения составил 22 884 долларов в год. 2,7 % от всего числа семей в местности и 4,9 % от всей численности населения находилось на момент переписи за чертой бедности, при этом 4 % из них были моложе 18 лет и 0,8 % — в возрасте 65 лет и старше.